# Shorea crassa
Shorea crassa är en tvåhjärtbladig växtart som beskrevs av Peter Shaw Ashton. Shorea crassa ingår i släktet Shorea och familjen Dipterocarpaceae. Inga underarter finns listade i Catalogue of Life.